# LFA Super Taça
Die LFA Super Taça ist der seit 2016 ausgetragener Fußball-Supercup für osttimoresische Vereinsmannschaften. Er wird jährlich von der Liga Futebol Amadora (LFA) veranstaltet und hat zum Ziel, einen Sieger zwischen dem Osttimoresischen Meister und dem Sieger der Taça 12 de Novembro der beendeten Saison zu ermitteln.
Erster Sieger wurde der Pokalsieger AS Ponta Leste, der den Meister Sport Laulara e Benfica mit 2:1 besiegte. 2017 konnte sich der Meister Karketu Dili mit 4:0 gegen den Pokalsieger Atlético Ultramar durchsetzen. Auch in den beiden folgenden Austragungen setzte sich jeweils der Landesmeister gegen den Pokalsieger durch.

## Die Spiele im Überblick
| Datum             | Austragungsort                  | Meister                 | Ergebnis | Pokalsieger/-zweiter    |
| ----------------- | ------------------------------- | ----------------------- | -------- | ----------------------- |
| 25. November 2016 | Malibaca Yamato Stadium Maliana | Sport Laulara e Benfica | 1:2      | AS Ponta Leste          |
| 18. November 2017 | Estadio Municipal de Baucau     | Karketu Dili            | 4:0      | Atlético Ultramar       |
| 25. November 2018 | Nationalstadion Dili            | Boavista FC             | 2:0      | Atlético Ultramar       |
| 19. Oktober 2019  | Estadio Café Ermera             | FC Lalenok United       | 3:1      | Sport Laulara e Benfica |